# La rueda del tiempo (saga)
La rueda del tiempo (en inglés: The Wheel of Time; pronunciado /ðə ˈwiːl əv ˈtaɪm/), es una saga de novelas de alta fantasía escritas por el autor estadounidense James Oliver Rigney, Jr. bajo su seudónimo de Robert Jordan. Originalmente planificada como una saga de seis libros, La rueda del tiempo abarcó catorce volúmenes, además de una precuela y un libro complementario. Jordan comenzó a escribir el primer volumen El ojo del mundo, en 1984, y se publicó en enero de 1990.
El autor murió en 2007 mientras trabajaba en lo que se planeó para ser el duodécimo y último volumen de la saga. Preparó notas extensas para que otro autor pudiera completar el libro de acuerdo a sus deseos. Otro autor de fantasía y antiguo fanático de La Rueda del tiempo, Brandon Sanderson fue contratado para completar el libro final, pero durante el proceso de escritura se decidió que el libro sería demasiado grande para ser publicado en un solo volumen y que en su lugar se publicaría como tres volúmenes: La tormenta (2009), Torres de medianoche (2010) y Un recuerdo de luz (2013).
La saga se basa en numerosos elementos de la mitología europea y asiática, sobre todo la naturaleza cíclica del tiempo que se encuentra en el budismo y el hinduismo, los conceptos metafísicos del balance y la dualidad, y el respeto por la naturaleza que se encuentra en el taoísmo. Además, su historia de creación tiene similitudes con el «Creador» (Luz) del cristianismo y «Shai'tan» (El Oscuro), Shaytan es una palabra árabe que en contextos religiosos se usa como un nombre para el Diablo. También se inspiró en parte en Guerra y paz de León Tolstói (1869).
La Rueda del tiempo es notable por su longitud, su universo de ficción detallado, su sistema de magia bien desarrollado y su gran elenco de personajes. Ocho libros de catorce alcanzaron el número uno en la lista de Best Seller del New York Times. Después de su finalización, la saga fue nominada para un Premio Hugo. Según la editorial francesa Jordan, hasta 2017, la saga ha vendido más de 80 millones de copias en todo el mundo, y es la saga de fantasía épica más vendida después de El Señor de los Anillos. Su popularidad se ha extendido a un videojuego homónimo, un juego de rol y un álbum de banda sonora. El 20 de abril de 2017, se anunció que Sony Pictures adaptaría la saga para televisión.

## Contexto
En la mitología de la saga, una deidad conocida como el Creador creó el universo y la Rueda del tiempo, que gobierna toda la existencia. La Rueda tiene siete rayos, cada uno representa una «edad» o fase de la historia, y gira bajo la influencia del Poder Único, que fluye de la Fuente Verdadera compuesta de mitades masculinas y femeninas (saidin y saidar). Los humanos que pueden usar este poder se llaman 'canalizadores'; su principal organización en los libros son los Aes Sedai o «Siervos de todos».
El Creador había aprisionado su antítesis, Shai'tan (a menudo llamado 'el Oscuro'), pero debido a un experimento de los Aes Sedai de la antigüedad, la influencia de Shai'tan se desata por error en el mundo. A partir de entonces, es el antagonista principal de la historia, y promete poder e inmortalidad a quienes ayuden a su libertad total (conocidos como «amigos siniestros»). Un siglo después de la perforación inicial en la prisión del Oscuro, la guerra por el poder se produce entre las fuerzas de la oscuridad y los de la luz, hasta que el comandante de la luz Lews Therin Telamón, conocido como el Dragón, lleva una fuerza de soldados canalizadores conocidos como los cien compañeros, para volver a sellar la prisión; con lo cual el Oscuro inflige una maldición que conduce a los canalizadores masculinos del Poder Único a la locura. Afectados por la locura, los canalizadores masculinos crean terremotos y tsunamis que alteran numerosos paisajes en un evento que se llamará «El desmembramiento del mundo». El propio Lews Therin mata a sus amigos y familiares, por lo que luego se lo conocerá como «el verdugo de la humanidad». Dado un momento de cordura por Ishamael, jefe entre los vasallos del Oscuro, Lews Therin se suicida. Después, las mujeres Aes Sedai reorganizan la sociedad y anulan el acceso masculino al Poder. Dos sucesos posteriores son importantes para la historia principal de las novelas: las «Guerras de los Trollocs», en las que los servidores del Oscuro fomentan una guerra continua durante varios cientos de años; y la «Guerra de los Cien Años», una devastadora guerra civil que sucedió a la caída de un imperio que abarcaba un continente gobernado por el «Gran Rey», Artur Hawkwing. Cuando comienzan las novelas, la mayoría de las personas vive con una tecnología y cultura comparable a la de los años 1450 a 1600 de Europa (con la diferencia de que las mujeres son socialmente iguales a los hombres en la mayoría de las sociedades, y superiores en algunas), por temor a una profecía en donde el Oscuro se escapará de su prisión y el Dragón renacerá para enfrentarlo.
El escenario y los nombres se basan en gran medida en leyendas arturianas como sir Gawain-Gawyn, Galahad-Galad, Morgause-Morgase, Mordred, mientras que el nombre de Gareth ha sido tomado tal como es.

## Resumen de la trama
«La Rueda del tiempo gira y las eras llegan y pasan y dejan tras de sí recuerdos que se convierten en leyenda. La leyenda se difumina, deviene mito, e incluso el mito se ha olvidado mucho antes de que la era que lo vio nacer retorne de nuevo. En una era llamada la tercera por algunos, una era que ha de venir, una era transcurrida hace mucho, comenzó a soplar un viento. El viento no fue el principio, pues no existen comienzos ni finales en el eterno girar de la Rueda del Tiempo. Pero aquél fue un principio.»
Robert Jordan, comienzo de cada uno de los tomos de la saga.

La precuela de la saga, Nueva primavera tiene lugar durante la Guerra de Aiel y representa el descubrimiento de ciertas Aes Sedai de que el Dragón ha renacido.
La saga propiamente dicha comienza casi veinte años después en Dos Ríos, un distrito casi olvidado del país de Andor. Una Aes Sedai, Moraine y su guardián Lan, llegan a la aldea de Campo de Emond, sabiendo secretamente que los sirvientes del Oscuro están buscando a un joven que vive en la zona. Moraine no puede determinar cuál de los tres jóvenes (Rand al'Thor, Matrim Cauthon o Perrin Aybara) es el Dragón Renacido, y se los lleva a los tres desde Dos Ríos, junto con su amiga Egwene al'Vere. Nynaeve al'Meara, la sabía (zahorí) del pueblo, más tarde se une a ellos. El juglar Thom Merrilin también viaja con el grupo. La primera novela representa su huida de varios agentes de la Sombra y sus intentos para llegar a Tar Valon, la ciudad de las Aes Sedai.
A partir de la segunda entrega y a través del resto de la saga, los protagonistas a menudo se dividen en diferentes grupos y persiguen diferentes misiones en favor de la causa del Dragón Renacido, a veces a miles de kilómetros de distancia. Mientras luchan por unir los diversos reinos contra las fuerzas del Oscuro, su tarea se complica por los gobernantes de las naciones que se niegan a perder su autonomía; por los fanáticos que se llaman a sí mismos como 'los Hijos de la Luz', que no creen en las profecías; y por los Seanchan, descendientes de una colonia olvidada del imperio de Artur Hawkwing. Las Aes Sedai también se dividen en cómo lidiar con el Dragon Renacido.
A medida que la historia se expande, se presentan nuevos personajes que representan diferentes facciones y diferentes culturas y países, que son descritos al detalle por Robert Jordan.

### Tarmon Gai'don
Derivando su nombre del de Armagedón en la tradición cristiana, Tarmon Gai'don es la batalla apocalíptica en la que el Dragón Renacido se enfrenta a Shai'tan, mientras que sus seguidores luchan en todo el mundo. Eventos y portentos que presagian la Última Batalla se llevan a cabo en Cuchillo de sueños y La tormenta. La última batalla tiene lugar en Una memoria de luz, en la forma de un capítulo único de 202 páginas.

## Libros de la saga
| N.º | Título                                       | Fecha de publicación (Estados Unidos) | Notas | Páginas |
| --- | -------------------------------------------- | ------------------------------------- | --- | ------- |
| 0   | Nueva primavera                              | 6 de enero de 2004                    | Precuela que acontece 20 años antes de los eventos de la primera novela.                                               | 363     |
| 1   | El ojo del mundo                             | 16 de enero de 1990                   | Libro dividido en dos partes por la Editorial Planeta en castellano: Desde Dos Ríos La Llaga                           | 832     |
| 2   | El Despertar de los héroes / La gran cacería | 15 de noviembre de 1990               | Libro dividido en dos partes por la Editorial Planeta en castellano: La Gran Cacería La batalla de Falme               | 720     |
| 3   | El dragón renacido                           | 15 de octubre de 1991                 | Libro dividido en dos partes por la Editorial Planeta en castellano: Camino a Tear El Pueblo del Dragón                | 688     |
| 4   | El ascenso de la sombra                      | 15 de septiembre de 1992              | Libro dividido en dos partes por la Editorial Planeta en castellano: Los Portales de Piedra El Yermo de Aiel           | 1056    |
| 5   | Cielo en llamas                              | 15 de octubre de 1993                 | Libro dividido en dos partes por la Editorial Planeta en castellano: La Torre Blanca Cielo en llamas                   | 960     |
| 6   | El señor del caos                            | 15 de octubre de 1994                 | Libro dividido en dos partes por la Editorial Planeta en castellano: El Señor del caos Los Asha'man                    | 1088    |
| 7   | La corona de espadas                         | 15 de mayo de 1996                    | Libro dividido en dos partes por la Editorial Planeta en castellano: El cuenco del viento La corona de espadas         | 768     |
| 8   | El camino de dagas                           | 20 de octubre de 1998                 | Libro dividido en dos partes por la Editorial Planeta en castellano: El camino de las dagas Nuevas alianzas            | 608     |
| 9   | El corazón del invierno                      | 7 de noviembre de 2000                | Libro dividido en dos partes por la Editorial Planeta en castellano: El corazón de invierno La hija de las nueve lunas | 640     |
| 10  | Encrucijada en el crepúsculo                 | 7 de enero de 2003                    | Libro dividido en dos partes por la Editorial Planeta en castellano: Encrucijada en el crepúsculo Asedio a Tar Valon   | 688     |
| 11  | Cuchillo de sueños                           | 11 de octubre de 2005                 | | 800     |
| 12  | La tormenta                                  | 27 de octubre de 2009                 | Completado por Brandon Sanderson.                                                                                      | 832     |
| 13  | Torres de medianoche                         | 2 de noviembre de 2010                | Completado por Brandon Sanderson.                                                                                      | 944     |
| 14  | Un recuerdo de luz                           | 8 de enero de 2013                    | Completado por Brandon Sanderson. Epílogo de Robert Jordan.                                                            | 984     |

## Composición

### Escritura y concepción
A principios de la década de 1980, Robert Jordan escribió varias novelas de Conan el Bárbaro para la editorial Tor Books, incluida una novela de la película Conan el Destructor. Estas resultaron exitosas y en 1984 propuso a Tom Doherty, el director de Tor Books, una idea para una saga de fantasía épica compuesta inicialmente de tres entregas. Doherty aprobó la idea, y ese año Jordan comenzó a escribir la novela que se convirtió en El ojo del mundo.
La novela resultó extremadamente difícil de escribir y los personajes y las historias cambiaron considerablemente durante el proceso de escritura. Jordan deliberadamente decidió acercarse al tono y estilo de La Comunidad del Anillo de J. R. R. Tolkien e hizo que los personajes fueran más jóvenes y menos experimentados. Una vez que se tomó esta decisión, la redacción de la novela procedió mucho más fácilmente y Jordan completó el segundo volumen, El despertar de los héroes, más o menos al mismo tiempo que se publicó el primer libro.
La primera novela vendió en su tirada inicial 40.000 ejemplares. Las ventas luego se duplicaron con la publicación de la segunda novela solo ocho meses después, lo que generó más interés en el primer libro.
Jordan escribió a una velocidad vertiginosa durante los siguientes años hasta que completó el séptimo volumen, La corona de espadas, momento en el que desaceleró el paso y entregó un libro cada dos años. Rechazó las críticas que recibieron los últimos volúmenes de la saga, que disminuían considerablemente el ritmo para concentrarse en personajes secundarios a expensas de los personajes principales de los volúmenes iniciales. El undécimo volumen, Cuchillo de sueños, tuvo una recepción mucho más positiva por parte de críticos y admiradores por igual y Jordan anunció que el duodécimo volumen tendría el título provisional Un recuerdo de luz y concluiría la saga.

### Muerte del autor y libros finales
Jordan había declarado que la saga concluiría con el duodécimo libro, Un recuerdo de luz. Según Forbes, Jordan tenía la intención de que fuera el último libro «incluso si alcanzaba las 2.000 páginas».
En diciembre de 2005 le diagnosticaron a Jordan una enfermedad cardíaca terminal, amiloidosis primaria con miocardiopatía, y, con la intención de terminar  Un recuerdo de luz incluso si «llegaba lo peor», hizo preparativos en caso de que no pudiera completar el libro: «Estoy sacando notas, así que si sucede lo peor, alguien podría terminar Un recuerdo de luz y hacer que acabe como quiero que acabe».
Con la muerte de Jordan el 16 de septiembre de 2007, la conclusión de la saga estaba en suspenso. El 7 de diciembre de ese año, el editor de Tor Books anunció que el autor de fantasía Brandon Sanderson iba a terminar Un recuerdo de luz. Sanderson, un viejo admirador de la saga, fue elegido por la viuda de Jordan, Harriet McDougal, en parte porque le gustaban las novelas de Sanderson y por un encomio que había escrito para Jordan después de su fallecimiento.
El 30 de marzo de 2009 Tor Books anunció que Un recuerdo de luz se dividiría en tres volúmenes, y Brandon Sanderson dio para ello razones de tiempo y continuidad. El primer volumen, La tormenta, fue lanzado el 27 de octubre de 2009. El segundo libro, Torres de medianoche, se publicó el 2 de noviembre de 2010. El último libro de la saga llevó el título original de Jordan, Un recuerdo de luz. El libro fue publicado el 8 de enero de 2013.
Antes de su muerte, Jordan había discutido a menudo agregar dos precuelas adicionales y tres secuelas. En una sesión de preguntas y respuestas tras el lanzamiento de Un recuerdo de luz, Sanderson descartó la finalización de estas obras. Jordan había dejado muy pocas notas para estas novelas adicionales, solo dos oraciones en el caso de las secuelas.

## Personajes principales
- Rand al'Thor: Criado en la provincia más alejada de Andor por Tam Al'Thor, antiguo maestro espadachín de Illian, Rand vive como un granjero hasta que cumple los 17 años. Su vida da un cambio brusco cuando Moraine, una Aes Sedai, va a buscarlo a su pueblo y le dice que su vida corre peligro junto con la de sus dos mejores amigos. Rand se ha hecho fuerte, no solo en el manejo de las armas, sino en el manejo del saidin.

- Nynaeve al'Meara: Convertida en sabia o zahorí de Campo de Emond desde edad muy temprana, Nynaeve se acostumbró a poner en su sitio a mucha gente demostrando lo que valía su cargo. Esto le dio un carácter duro, controlador y en algunas ocasiones incluso mandón. No obstante, ha vivido siempre preguntándose qué es lo mejor para la gente que la rodea y siempre procura proteger a la gente que le importa. Nynaeve, al igual que Egwene, se marcha de Dos Ríos para convertirse en una Aes Sedai (puesto que posee más capacidad que cualquier mujer de los últimos 600 años) aunque sus motivos no son como los de su compañera; para ella, Moraine es la responsable, por no decir culpable, de que la paz de su vida y la de sus compañeros se haya visto alterada, pero no podrá hacerle frente a no ser que sea una Aes Sedai.

- Egwene al'Vere: Nacida en Dos Ríos e hija del alcalde Bran Al'Vere. Desde pequeña, Egwene fue considerada como una niña con un gran futuro, y no andaban desencaminados. Comprometida desde los 14 con Rand, lo conoce más que la mayoría de la gente y él la ve como una persona en la que siempre puede confiar. Cuando los tres protagonistas se marchan del pueblo con Moraine, Egwene no duda un momento en marcharse con ellos para aprender sobre el Poder Único y, al igual que Moraine, convertirse algún día en una Aes Sedai.

- Perrin Aybara: Nacido en Dos Ríos y criado a medias entre sus padres y la familia Luhann, los herreros del pueblo, desde muy joven, Perrin se dedica a ayudar al señor Luhann en la forja, con lo que obtiene un físico desarrollado. A pesar de la apariencia tosca y poco inteligente, Perrin es una persona amable y cuidadosa que procura pensar las cosas con mucho detenimiento para no dañar a los demás con su fuerza. Se ha vuelto uno de los pocos hombres lobo que controlan sus poderes, y a cambio sus sentidos se han agudizado.

- Matrim Cauthon: Amigo de Perrin y Rand desde que se conocieron, Mat siempre ha tenido un carácter despreocupado y travieso. Desde niño se convirtió en el responsable del mayor número de trastadas del pueblo, arrastrando siempre a sus dos amigos a la reyerta. A pesar de ser definido por sus hermanas y sus padres como un irresponsable y un vago, Mat tiene un gran sentido de lo que es correcto y nunca falta a su palabra cuando promete algo. Solo le interesan cuatro cosas: el manejo de lanzas, el juego, los caballos y las mujeres (y no especialmente en ese orden).

## Adaptaciones

### Cómics
Dabel Brothers empezó a adaptar la serie en forma de cómic, comenzando con la precuela Nueva primavera en julio de 2005. La serie inicialmente se distribuyó mensualmente, pero luego entró en un receso de tres años después de la quinta edición. Red Eagle citó retrasos y cambios en el equipo creativo. Los tres últimos números finalmente se completaron y publicaron en 2009-2010. En 2009 Dabel pasó a la adaptación del primer libro de la serie propiamente dicha, El ojo del mundo. El 17 de marzo de 2009 se exhibieron las primeras diez páginas de la serie «La rueda del tiempo: Ojo del mundo # 0 - Dragonmount» en su sitio web. Dynamite Entertainment publicó 35 números de la serie de cómics La Rueda del Tiempo: Ojo del mundo, que concluyó en marzo de 2013.
Cuando se le preguntó en una entrevista de 2013 si los cómics se continuarían editando, Harriet McDougal respondió: «Bueno, acabaremos pos hacerlos todos, a menos que deje de venderse de una manera terrible. En otras palabras, no lo sé realmente». Los 43 cómics de Nueva primavera y El ojo del mundo se recopilaron más tarde y se lanzaron como una serie de seis novelas gráficas, la última de las cuales apareció en febrero de 2015.

### Juegos
Se han creado varias adaptaciones de juegos.
Existe un MUD de la Rueda del tiempo identificada por las iniciales WoTMUD, que se basa en un mundo como el de la Rueda del tiempo, pero que se establece en un marco temporal de 30 años antes de que se desarrollara la primera novela. El juego ha estado en operación casi continuamente desde 1993, si bien hubo una interrupción significativa durante 2013-2014. Cabe destacar que el WoTMUD obtuvo un permiso por escrito del autor para usar su creación, incluidos todos los personajes, excepto los principales.
Un MUD en español basado en la saga de la rueda y llamado Callandor Mud funciona de manera ininterrumpida desde 2004. La página web del MUD es Callandor.es  (Servidor Callandor.es Puerto 4444)
Un juego de computadora llamado Wheel of Time fue lanzado en 1999. En el transcurso del juego, una Aes Sedai solitaria debe rastrear a un ladrón después de un asalto a la Torre Blanca y evitar que el Oscuro escape de su prisión. Finalmente aprende y ejecuta un ritual olvidado en Shayol Ghul para asegurar que el Oscuro permanezca confinado dentro de su prisión. Aunque Robert Jordan fue consultado para la creación del juego, él no escribió la historia y el juego no se considera fiel al universo de fantasía.
El juego de rol de la Rueda del tiempo fue lanzado en 2001 por Wizards of the Coast usando las reglas d20 desarrolladas para la tercera edición del juego Dungeons and Dragons. El juego tenía un módulo de aventura único publicado en 2002, Profecías del Dragón. Poco después del lanzamiento del libro de aventuras Wizards of the Coast anunciaron que no lanzarían ningún producto adicional para el juego. Robert Jordan citó algunos problemas con el juego de rol, como los detalles de la historia en el módulo de aventura que contradecían a los libros.
A principios de 2009, EA Games anunció que había comprado los derechos para un juego de MMORPG, con el plan de lanzarlo a través del EA Partners-Program. Al año siguiente, Obsidian Entertainment anunció que trabajarían en el proyecto para una versión de PlayStation 3, Xbox 360 y PC. Sin embargo, el proyecto aparentemente se abandonó en 2014.

### Música
En 1999 se lanzó una Banda sonora para la Rueda del tiempo, con música de Robert Berry e inspirada en los libros.
La banda alemana de power metal Blind Guardián ha escrito dos canciones dedicadas a la saga de la Rueda del tiempo como parte de su álbum de 2010 En el límite del tiempo: «Ride into Obsession» y «Wheel of Time». La banda sueca de heavy metal Katana también escribió una canción titulada «The Wisdom of Emond's Field», en su álbum de 2012 Storms of War. La banda estadounidense de power metal Noble Beast, en su álbum del mismo nombre del 2014, escribió una canción titulada «The Dragon Reborn», en referencia a Rand al'Thor.
El compositor estadounidense Seth Stewart produjo una obra orquestal a gran escala titulada «Age of Legends», inspirada en la era epónima descrita a lo largo de la saga de la Rueda del tiempo. La pieza orquestal fue estrenada y grabada en 2011 en la Sala de Conciertos Beall (Universidad de Oregón).

### Cine y televisión
En una entrevista de 2000 en CNN.com, Robert Jordan mencionó que NBC había comprado los derechos para hacer una miniserie de El ojo del mundo. Pero expresó sus dudas al respecto afirmando que «las personas involucradas en la consecución de ese contrato habían abandonado NBC». La serie fue elegida por Universal Pictures en 2008 para adaptaciones de películas futuras, con planes para adaptar El ojo del mundo como la primera película. Ninguno de los proyectos finalmente se concretó.
En febrero de 2015, un episodio piloto titulado Winter Dragon, basado en el prólogo de El ojo del mundo fue transmitido por FXX, interpretado por Max Ryancomo Lews Therin Thelamon y Billy Zane como Ishamael, y emitido sin anuncios ni publicidad. Harriet McDougal declaró inicialmente que desconocía el programa con anticipación y que los derechos cinematográficos de la saga se debían al Grupo Bandersnatch, su compañía. Sus comentarios desencadenaron una demanda con Red Eagle, que finalmente fue desestimada por negociaciones entre ambas partes. En una entrevista con io9, Rick Selvage, director ejecutivo de Red Eagle Entertainment, declaró que "era más una (cuestión de) sacarlo al aire" antes de perder los derechos sobre la obra. Un portavoz de FXX declaró que se pagó al canal para transmitir el programa, pero Selvage insinuó que efectivamente se produjo con una serie futura en mente. «Creemos que hay una gran demanda para la serie de televisión a nivel internacional, y estamos ansiosos por producirla».
El 29 de abril de 2016, Harriet McDougal confirmó que se habían resuelto los problemas legales y que se estaba desarrollando una serie de televisión. Más detalles se revelaron el 20 de abril de 2017, cuando se anunció que Sony Pictures Television se ocuparía de la adaptación, con Rafe Judkins como escritor y productor ejecutivo. En febrero de 2018, Amazon Studios reveló que había llegado a un acuerdo con Sony Pictures Television para desarrollar en conjunto la serie, que será distribuida en el servicio de streaming de video de Amazon. La serie, con el título La rueda del tiempo, fue autorizada formalmente en octubre de 2018. La producción empezó a finales de 2019, pero se vio afectada en parte debido a la pandemia de COVID-19. La serie se acabó estrenando el 19 de noviembre de 2021.